# هشت بهشت

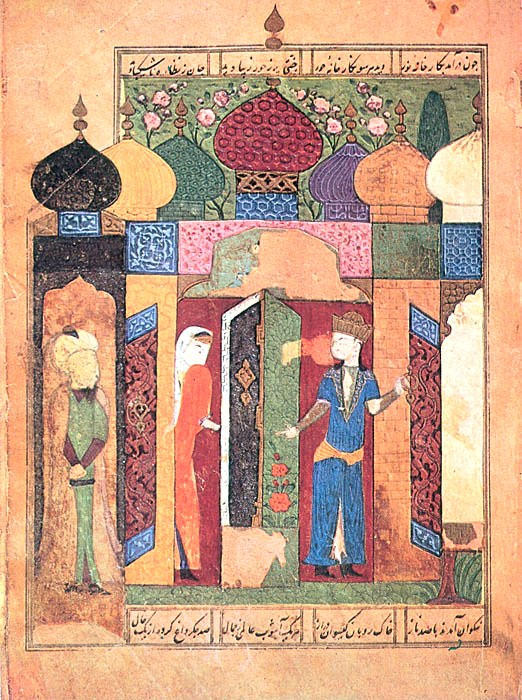
الأجنحة السبعة

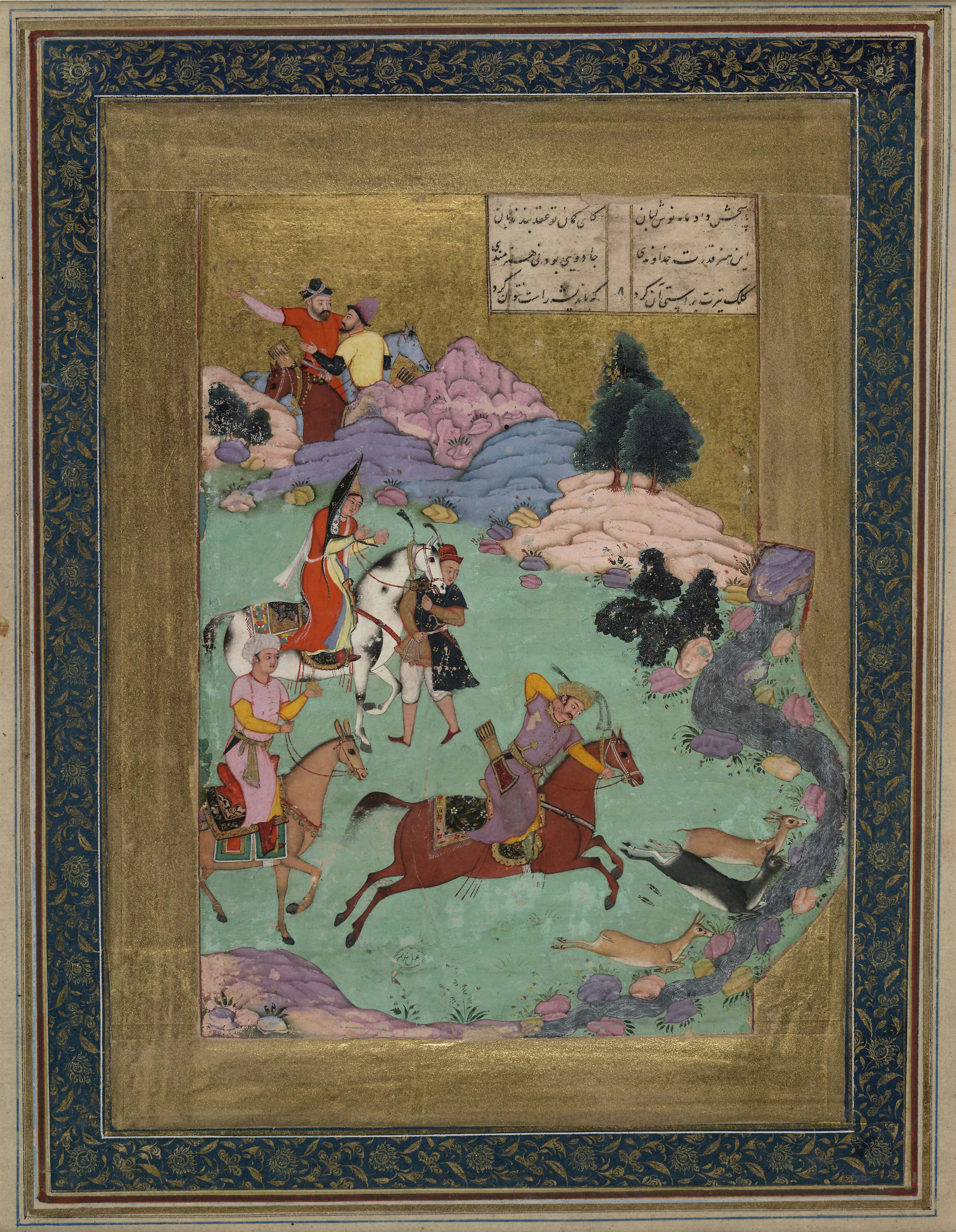
بهرام جور يصطاد ثلاثة أيائل

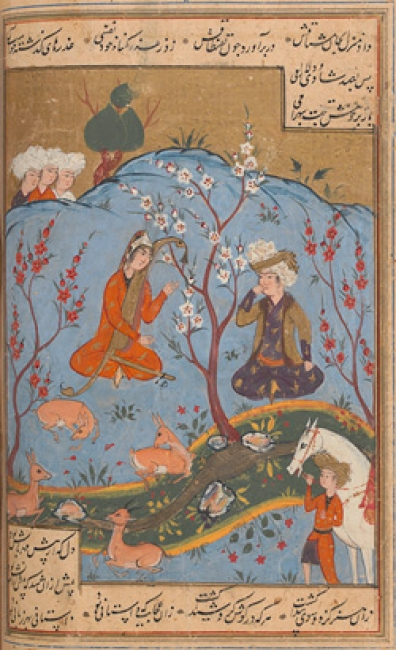
بهرام جور يستمع بينما يسحر ديلارام الحيوانات

هشت بهشت (بالفارسية: هشت بهشت، وتعني: ثمانية فراديس) هي مجموعة من الخطب التي كتبها أمير خسرو حوالي عام 1302. تعتمد القصيدة على قصيدة هفت بيكر التي كتبها نظامي حوالي عام 1197، والتي تأخذ بدورها مخططها من الملحمة السابقة شاهنامه التي كتبها فردوسي حوالي عام 1010. مثل هفت بيكر لنظامي، يستخدم كتاب هشت بهشت لخسرو أسطورة عن بهرام الخامس كقصة إطارية، وعلى غرار ألف ليلة وليلة، يقدم حكايات شعبية تحكيها سبع أميرات. والأمر الأكثر شهرة هو أن خسرو يبدو أنه أول كاتب أضاف أمراء سرنديب الثلاثة كشخصيات وقصة سرقة الجمل المزعومة واستردادها.
ترتبط "الفراديس" الثمانية في القصيدة ارتباطًا وثيقًا بالمفهوم الإسلامي للجنة بأبوابها الثمانية ومساحاتها الثمانية، والآية القرآنية الكريمة: (وَيَحْمِلُ عَرْشَ رَبِّكَ فَوْقَهُمْ يَوْمَئِذٍ ثَمَانِيَةٌ) وكل منها مزينة بحجر ثمين خاص أو مادة خاصة. سبعة من الجنة الثمانية هي عبارة عن أجنحة تم بناؤها من أجل "علاج" بهرام من خلال رواية القصص. هناك أيضًا رابط للخطة المعمارية (هشت بشت) والحديقة لثمانية جنات.

## السرد
تبدأ القصة بقصة بهرام وديلرام.
وفي وقت لاحق، قام بهرام ببناء سبعة أجنحة مقببة ذات ألوان مختلفة داخل أراضي قصره، والتي كانت تنتظر فيها سبع أميرات من مختلف أنحاء العالم. يزور بهرام جور كل واحد منهم في يوم مختلف من الأسبوع ويحكي له كل منهم قصة:
- السبت – الجناح الأسود – الأميرة الهندية (حكاية أمراء سرنديب الثلاثة )
- الأحد – الجناح الأصفر – أميرة نيمروز
- الاثنين – الجناح الأخضر – الأميرة السلافية
- الثلاثاء – الجناح الأحمر – الأميرة التتارية
- الأربعاء – جناح البنفسج – أميرة الروم
- الخميس – الجناح البني – الأميرة العربية
- الجمعة – الجناح الأبيض – أميرة خوارزم

## المخطوطات
كان كتاب هشت بهشت، بل وكتاب خمسة بأكمله، عملاً شائعًا في القرون التي تلت وفاة خسرو، ليس فقط في الهند، بل وفي إيران والدولة العثمانية، وبالتالي تم توضيحه بشكل متكرر تقريبًا مثل كتاب خمسة لنظامي منذ أوائل القرن الخامس عشر فصاعدًا.

## الترجمات
- لم يُترجم كتاب هشت بهشت بالكامل إلى أي لغة باستثناء اللغتين الروسية والإيطالية.[بحاجة لمصدر][ نُشرَت ترجمات شعرية لقصتين (الثلاثاء والجمعة) بقلم سونيل شارما.[4]
- يقدم لال وبراسادا ترجمة جزئية مباشرة إلى اللغة الإنجليزية وتعليقًا على حكاية يوم السبت التي تقدم أمراء سيرينديب الثلاثة.[5]

### مخطوطة متحف والترز للفنون (W.623)
كانت المخطوطة المصورة والمزخرفة للقصيدة جزءًا من مخمَّسات من عام 1609 ميلادي، أُنتجت في إيران الصفوية. جميع النصوص مكتوبة بخط النستعليق الأسود وعناوين الفصول باللون الأحمر.

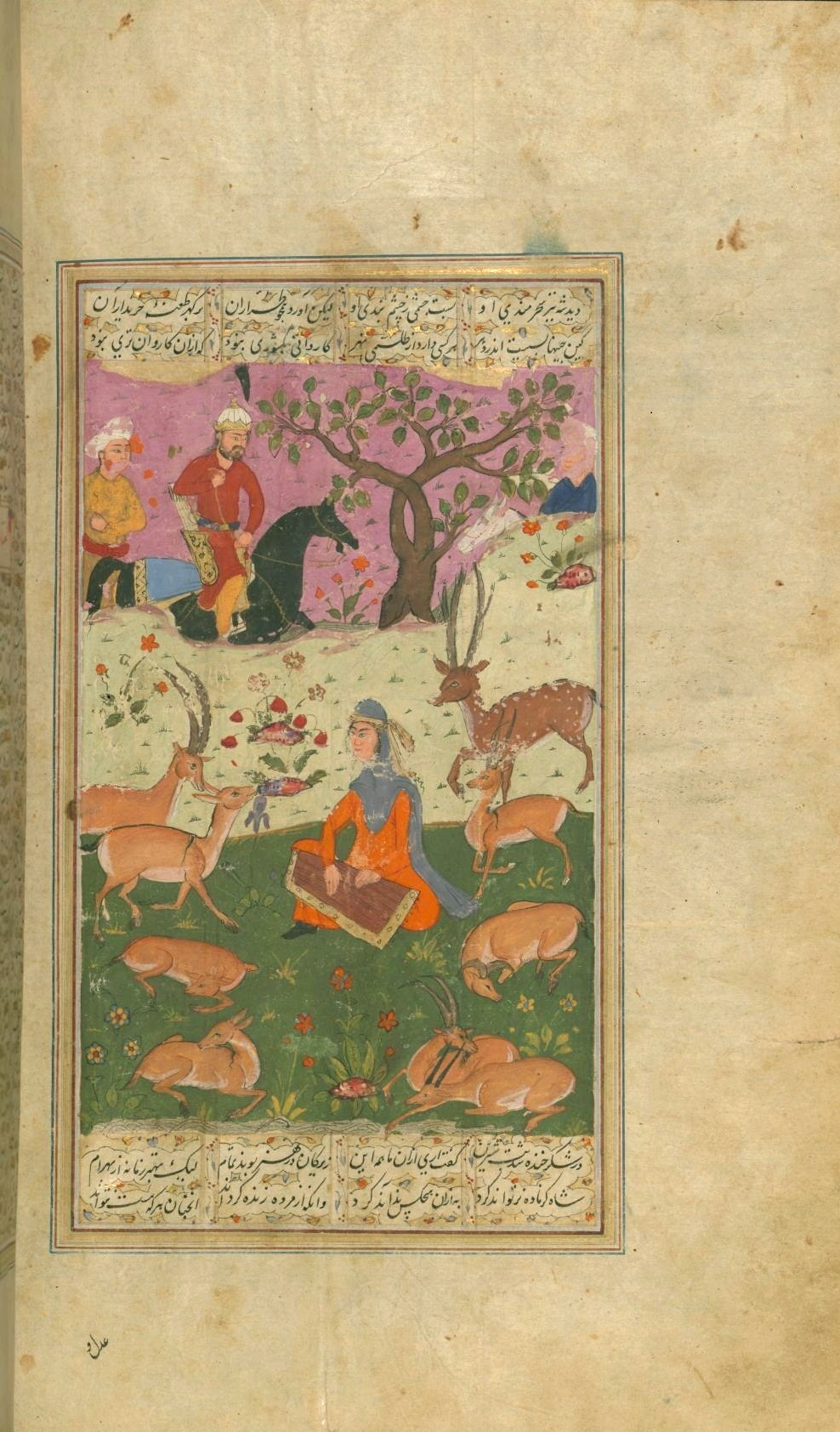
يتعرف بهرام جور على ديلارام من خلال الموسيقى التي تسحر بها الحيوانات
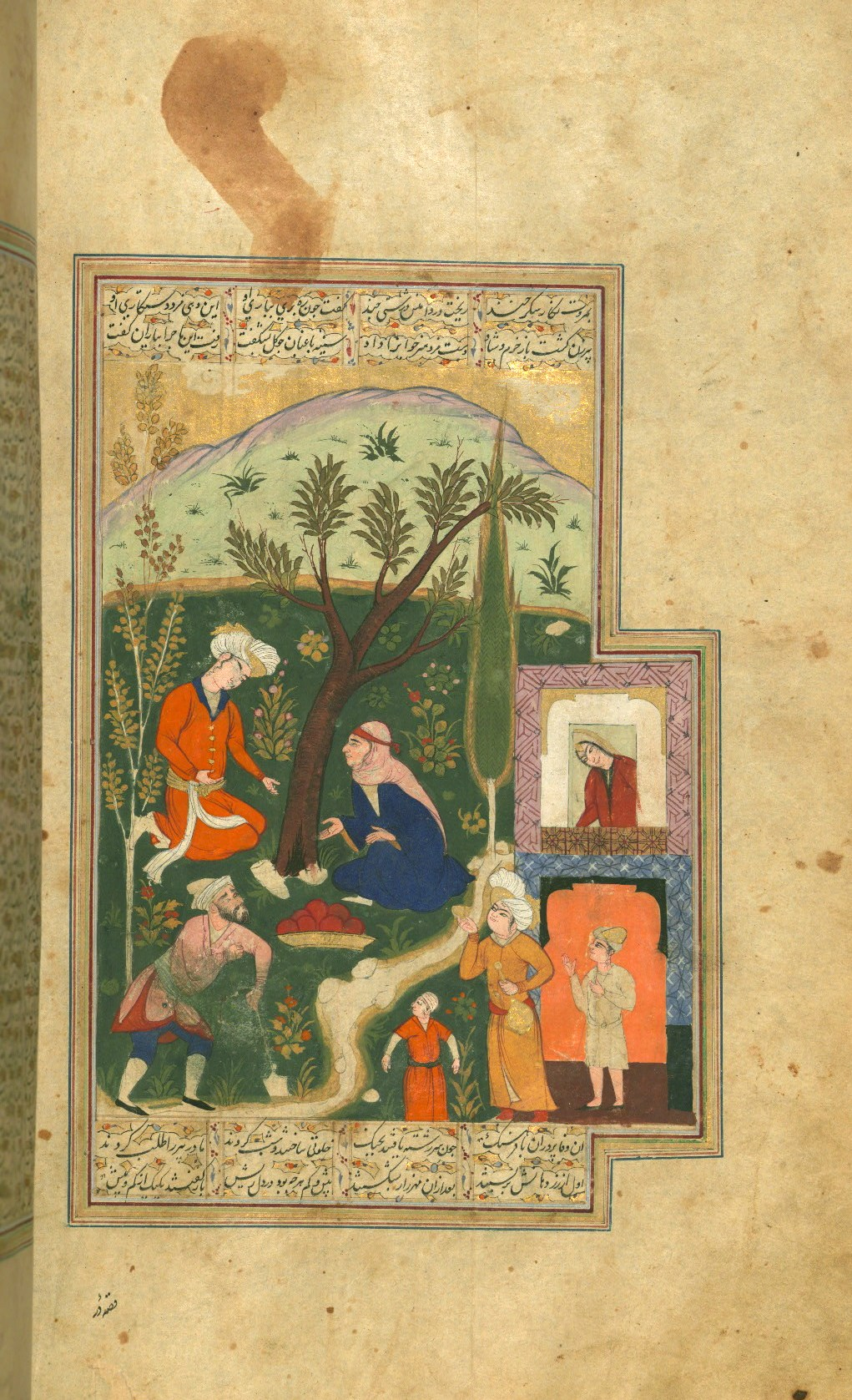
بهرام جور في الجناح الأحمر
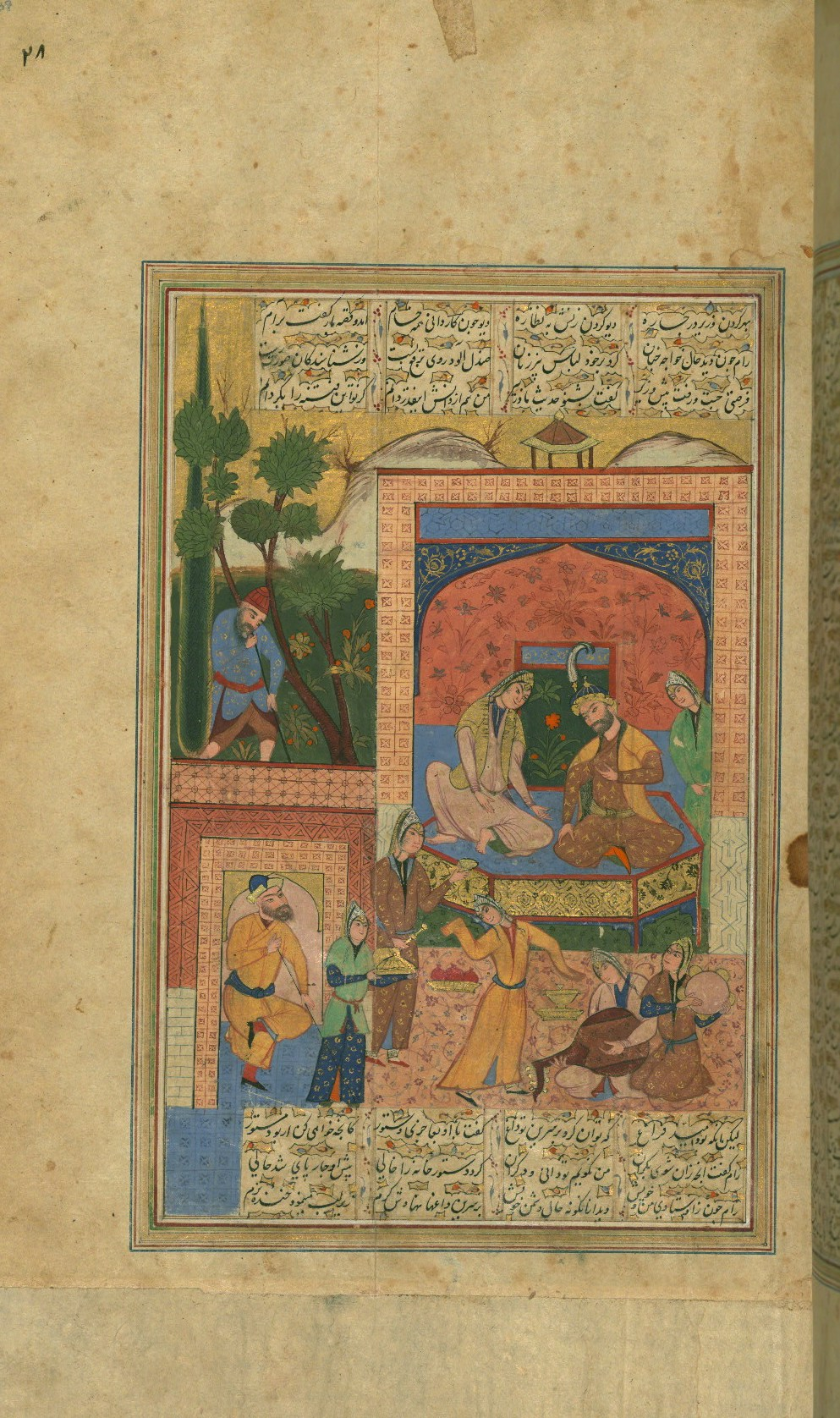
بهرام جور في الجناح البني

### مخطوطة متحف والترز للفنون (W.624)
وقد تم توضيح القصيدة في مخطوطة ربما أُنتجَن في لاهور في أواخر القرن السادس عشر الميلادي والتي رعاها أكبر (حكم. 1556 - 1605 م).

وقد كُتبَت هذه المخطوطة بخط النستعليق على يد أحد أعظم الخطاطين في ورشة مغول الهند، محمد حسين الكشميري، الملقب بـ "زرين القلم الذهبي". تحتوي المخطوطة على أسماء عدد من الرسامين: لال، مانوهار، سنوالة، فروخ، عليكولي، دارامداس، نارسينغ، جاغاناث، مسكينا، موكوند، وسورداس غوجاراتي. والمتنورون حسين نقاش، ومنصور نقاش، وخفاجه جان شيرازي، ولطف الله مزاحب.

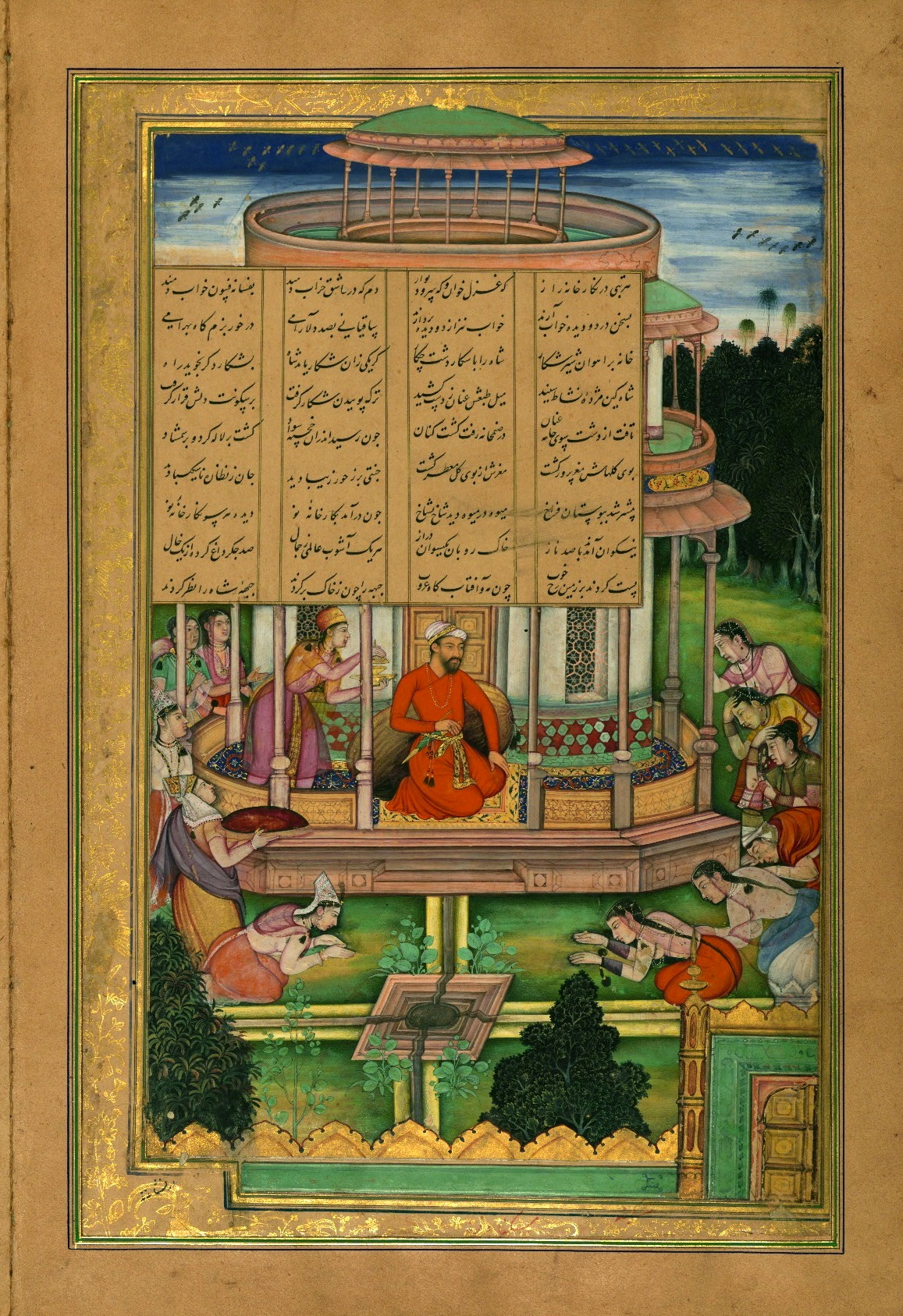
تنحني أميرات الأجنحة السبعة احتراماً لبهرام جور.
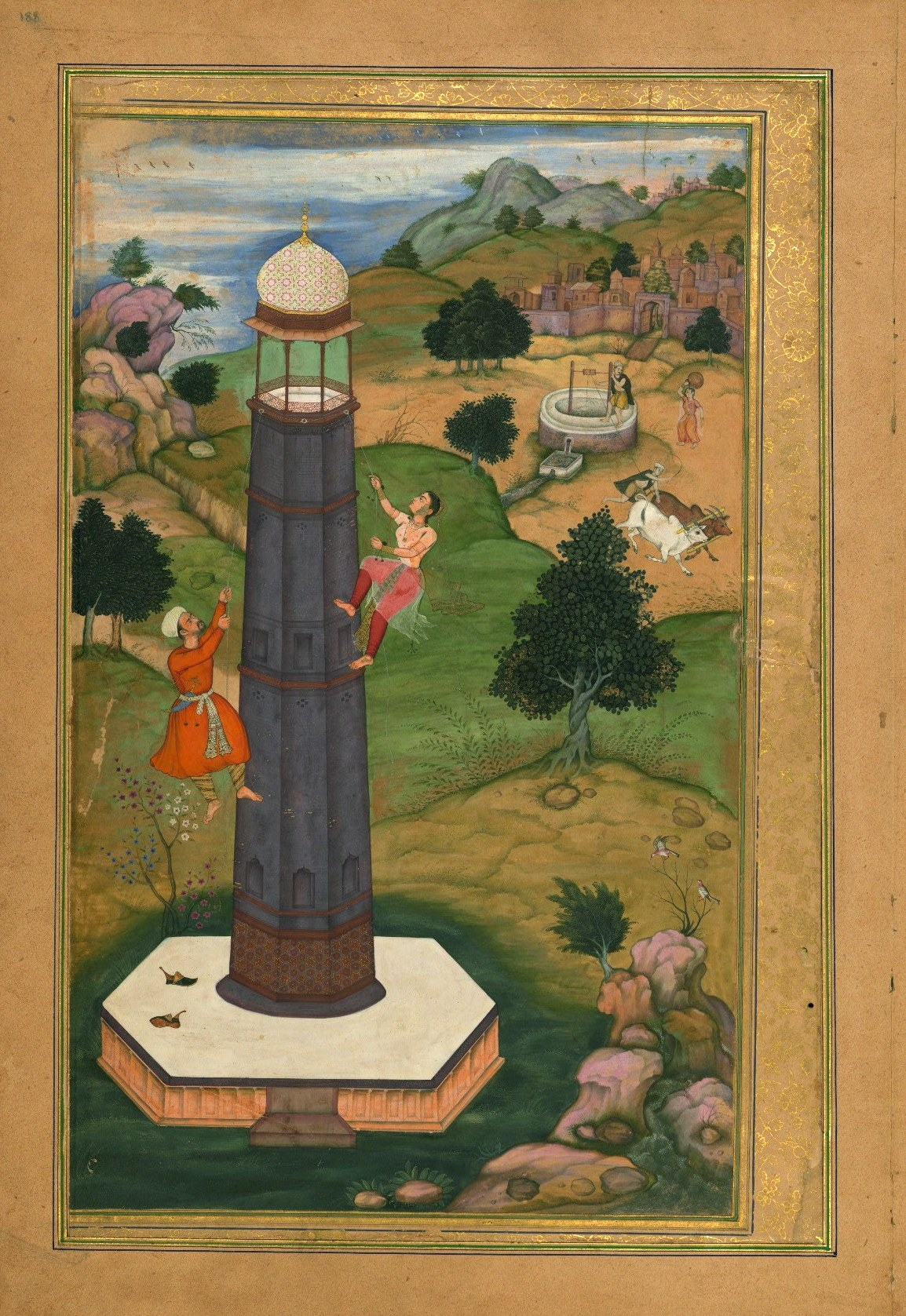
حكاية ترويها أميرة الجناح الأصفر. حسن الصائغ ينزل من سجنه في برج، بينما تصعد زوجته إلى السجن.
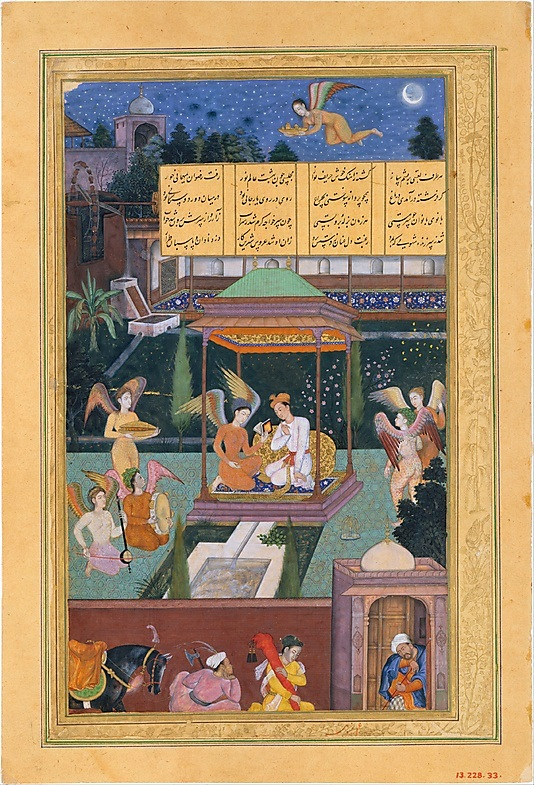
قصة أميرة الجناح الأزرق، متحف المتروبوليتان للفنون
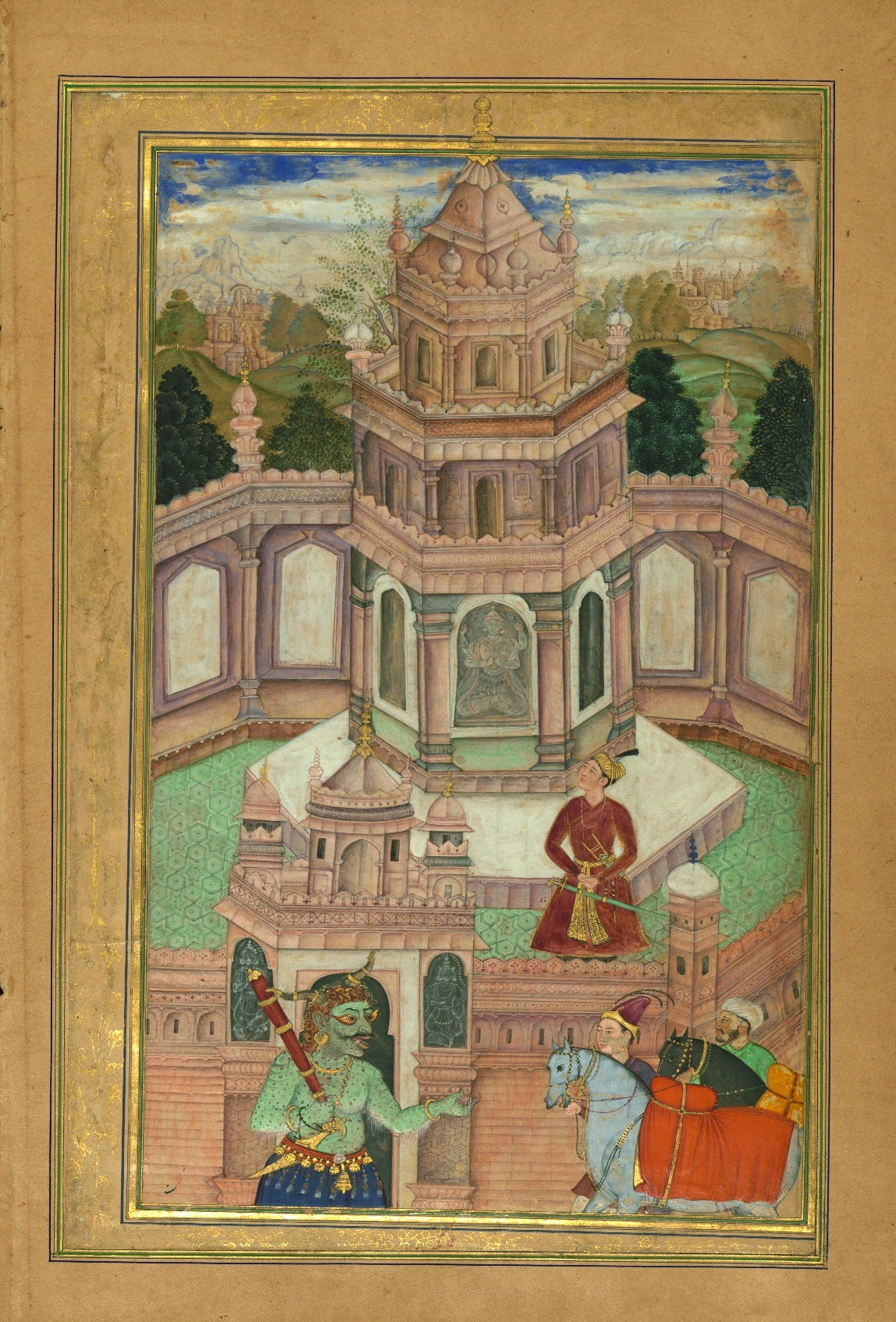
بهرام جور يزور الأميرة العربية في الجناح البني
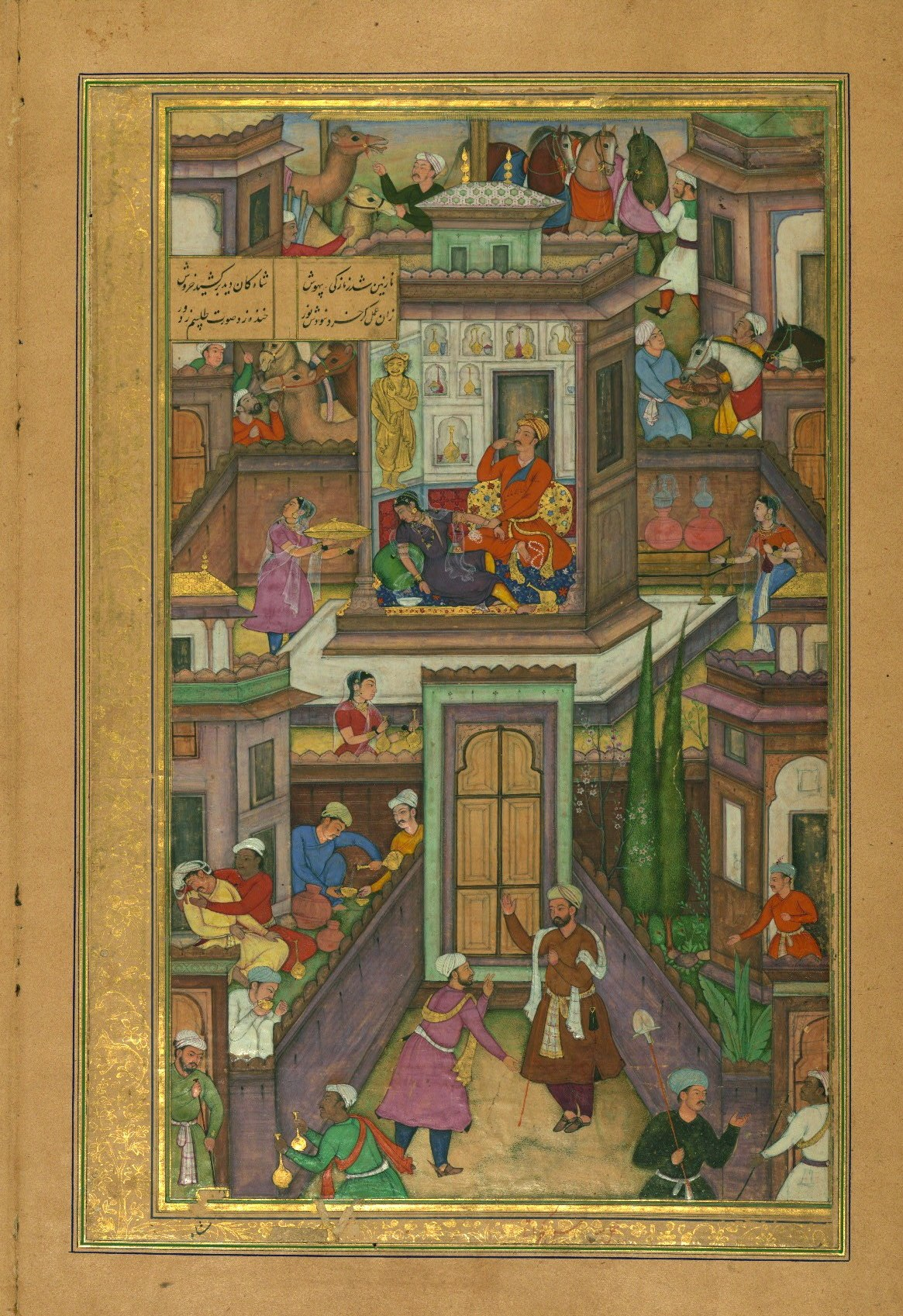
قصة أميرة خوارزم في السرادق الأبيض.